# Sonny James

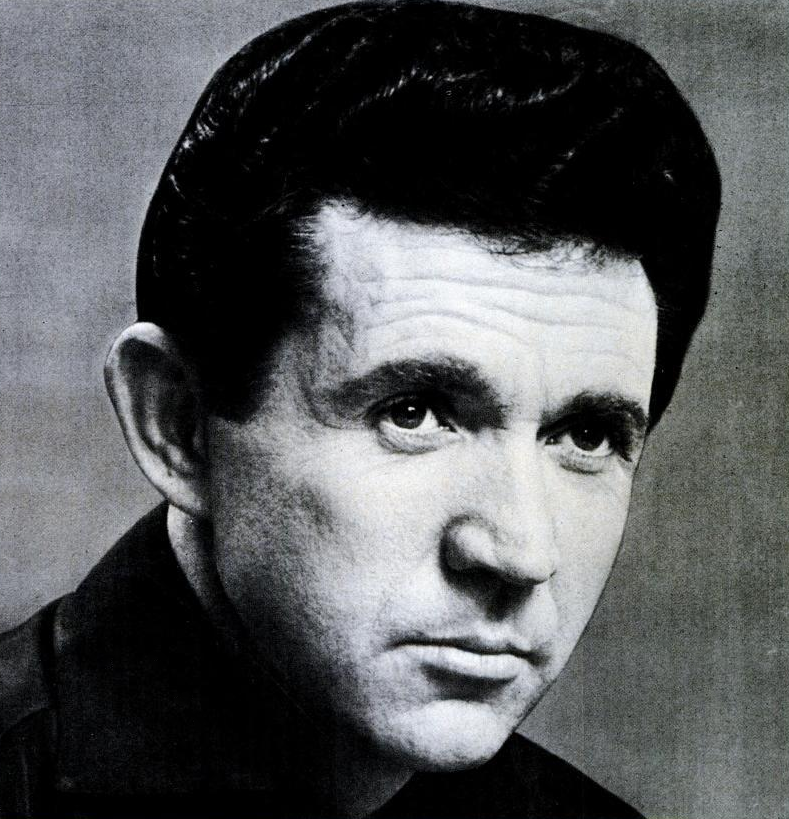
Sonny James, 1967

Sonny James (* 1. Mai 1928 als James Loden in Hackleburg, Alabama; † 22. Februar 2016 in Nashville, Tennessee) war ein US-amerikanischer Country-Sänger. Er galt als führender Repräsentant des Nashville Sounds und hatte zwischen 1953 und 1983 mehr als 70 Hits in den Pop- und Country-Charts; darunter 23 Nummer-eins-Titel. Der größte Hit des „Southern Gentleman“ war 1956 Young Love.

## Anfänge
Sonny James, wie James Loden von Kindheit an genannt wurde, entstammte einer Familie mit musikalischer Tradition. Schon im Alter von vier Jahren stand er mit seinen Schwestern als Loden Family auf der Bühne. Sie traten in den Clubs der näheren Umgebung und in Radioshows auf. Eine Einberufung zum Militär unterbrach zunächst seine Karriere. Aber auch während seiner Teilnahme am Koreakrieg hatte er die Möglichkeit, seine Kameraden und die einheimische Bevölkerung mit eigenen Liedern zu unterhalten.

## Karriere
Nach der Rückkehr in die Heimat setzte er seine Auftritte in den Country-Clubs fort. Hier traf er auf Chet Atkins, der ihm 1952 einen Schallplattenvertrag mit dem Capitol-Label vermittelte. Bereits seine erste Single, That’s Me Without You, schaffte es in die Country-Top-10. Dann dauerte es drei Jahre, bis er mit For Rent (One Empty Heart) den nächsten Hit erzielen konnte. Wenig später schaffte James mit Ric Carteys Young Love den Durchbruch. Die Single belegte für neun Wochen Platz eins der Country-Charts und erreichte Platz 2 in den Pop-Charts.
Durch den Erfolg ermutigt, konzentrierte sich Sonny James in den nächsten Jahren auf den Pop-Markt. Es gelangen ihm zwar einige Achtungserfolge wie etwa First Date, First Kiss, First Love, das 1957 Platz 39 erreichte, dennoch hatte er sich mehr versprochen. Auch seine vielen Tourneen und Konzertauftritte verbesserten die Situation nicht. So kehrte er schließlich Mitte der 1960er Jahre zur Country-Musik zurück. Bereits seine erste Single, You’re the Only World I Know, erreichte Platz eins der Country-Charts. Es war der Beginn einer langen Serie von insgesamt 23 Nummer-eins-Hits, die bis 1972 andauerte. Angefangen mit I’ll Never Find Another You gelangen ihm ab 1967 sechzehn aufeinanderfolgende Top-Hits. Sein Erfolg war vor allem der Popularität des Nashville Sounds zu verdanken, den Sonny James wie kaum ein zweiter verkörperte. Seine Songs waren massiv mit orchestraler Instrumentierung und Hintergrundchören angereichert. Hinzu kamen seine klare und angenehme Stimme und romantische Texte.
1972 wechselte der „Country-Gentleman“ zum Columbia-Label, wo ihm mit When the Snow Is on the Roses der nächste Top-Hit gelang. Ab Mitte der 1970er Jahre ließen die Verkaufszahlen seiner Platten endgültig nach. Er begann in dieser Zeit, als Produzent zu arbeiten. Mit Marie Osmond gelangen ihm auch hier einige Erfolge, darunter der Millionenseller Paper Roses. 1979 wechselte er erneut das Label. Mitte der 1980er Jahre beendete er seine Karriere und lebte danach mit seiner Frau in Nashville. Sonny James war Mitglied der Grand Ole Opry, hat seit 1971 einen Stern auf dem Hollywood Walk of Fame und wurde 2006 in die Country Music Hall of Fame aufgenommen. Er starb im Februar 2016 im Alter von 87 Jahren.

## Diskografie

### Studioalben
| Jahr | Titel                                               | Höchstplatzierung, Gesamtwochen, AuszeichnungChartplatzierungen (Jahr, Titel, Platzierungen, Wochen, Auszeichnungen, Anmerkungen) | Höchstplatzierung, Gesamtwochen, AuszeichnungChartplatzierungen (Jahr, Titel, Platzierungen, Wochen, Auszeichnungen, Anmerkungen) | Anmerkungen |
| Jahr | Titel                                               | US | Country | Anmerkungen |
| ---- | --------------------------------------------------- | --- | --- | ----------- |
| 1964 | You’re The Only World I Know                        | — | Country2 (20 Wo.)Country | Capitol     |
| 1965 | I’ll Keep Holding On (Just to Your Love)            | — | Country2 (16 Wo.)Country | Capitol     |
| 1965 | Behind the Tear                                     | — | Country2 (31 Wo.)Country | Capitol     |
| 1965 | True Love’s a Blessing                              | — | Country3 (22 Wo.)Country | Capitol     |
| 1966 | Till the Last Leaf Shall Fall                       | — | Country6 (18 Wo.)Country | Capitol     |
| 1966 | My Christmas Dream                                  | US73 (… Wo.)US | — | Capitol     |
| 1967 | Need You                                            | — | Country1 (21 Wo.)Country | Capitol     |
| 1967 | I’ll Never Find Another You                         | — | Country6 (19 Wo.)Country | Capitol     |
| 1967 | A World of Our Own                                  | — | Country8 (17 Wo.)Country | Capitol     |
| 1968 | Heaven Says Hello                                   | — | Country16 (11 Wo.)Country | Capitol     |
| 1968 | Born to Be with You                                 | — | Country2 (22 Wo.)Country | Capitol     |
| 1969 | Only the Lonely                                     | US161 (3 Wo.)US | Country4 (18 Wo.)Country | Capitol     |
| 1970 | It’s Just a Matter of Time                          | US177 (4 Wo.)US | Country4 (19 Wo.)Country | Capitol     |
| 1970 | My Love/Don’t Keep Me Hangin’ On                    | US197 (2 Wo.)US | Country8 (22 Wo.)Country | Capitol     |
| 1970 | #1 Biggest Hits in Country Music                    | US187 (4 Wo.)US | Country6 (24 Wo.)Country | Capitol     |
| 1971 | Empty Arms                                          | US150 (5 Wo.)US | Country9 (18 Wo.)Country | Capitol     |
| 1971 | The Sensational Sonny James                         | US197 (2 Wo.)US | Country6 (13 Wo.)Country | Capitol     |
| 1971 | Here Comes Honey Again                              | — | Country16 (12 Wo.)Country | Capitol     |
| 1972 | That’s Why I Love You Like I Do                     | — | Country5 (16 Wo.)Country | Capitol     |
| 1972 | When The Snow Is on the Roses                       | US190 (5 Wo.)US | Country4 (21 Wo.)Country | Columbia    |
| 1973 | The Greatest Country Hits of ’72                    | — | Country12 (13 Wo.)Country | Columbia    |
| 1973 | If She Just Helps Me Get over You                   | — | Country17 (9 Wo.)Country | Columbia    |
| 1974 | Is It Wrong                                         | — | Country22 (8 Wo.)Country | Columbia    |
| 1974 | Mis Esposa Con Amor (To My Wife with Love)          | — | Country27 (7 Wo.)Country | Columbia    |
| 1975 | A Little Bit South of Saskatoon/Little Band of Gold | — | Country29 (7 Wo.)Country | Columbia    |
| 1975 | The Guitars of Sonny James                          | — | Country41 (11 Wo.)Country | Columbia    |
| 1975 | Country Male Artist of the Decade                   | — | Country31 (7 Wo.)Country | Columbia    |
| 1976 | 200 Years of Country Music                          | — | Country6 (25 Wo.)Country | Columbia    |
| 1976 | When Something Is Wrong with My Baby                | — | Country26 (8 Wo.)Country | Columbia    |
| 1977 | You’re Free to Go                                   | — | Country25 (9 Wo.)Country | Columbia    |

Weitere Veröffentlichungen
- 1957: The Southern Gentleman (Capitol)
- 1957: Sonny (Capitol)
- 1958: Honey (Capitol)
- 1959: The Sonny Side (Capitol)
- 1964: The Minute You’re Gone (Capitol)
- 1978: This Is the Love (Columbia)
- 1979: Sunny Side Up (Monument)
- 1982: I’m Looking Over the Rainbow (Dimension)

### Livealben
| Jahr | Titel                                        | Höchstplatzierung, Gesamtwochen, AuszeichnungChartplatzierungen (Jahr, Titel, Platzierungen, Wochen, Auszeichnungen, Anmerkungen) | Höchstplatzierung, Gesamtwochen, AuszeichnungChartplatzierungen (Jahr, Titel, Platzierungen, Wochen, Auszeichnungen, Anmerkungen) | Anmerkungen |
| Jahr | Titel                                        | US | Country | Anmerkungen |
| ---- | -------------------------------------------- | --- | --- | ----------- |
| 1969 | The Astrodome Presents in Person Sonny James | US83 (13 Wo.)US | Country4 (20 Wo.)Country | Capitol     |
| 1977 | In Prison, In Person                         | — | Country25 (11 Wo.)Country | Columbia    |

### Kompilationen
| Jahr | Titel                           | Höchstplatzierung, Gesamtwochen, AuszeichnungChartplatzierungen (Jahr, Titel, Platzierungen, Wochen, Auszeichnungen, Anmerkungen) | Höchstplatzierung, Gesamtwochen, AuszeichnungChartplatzierungen (Jahr, Titel, Platzierungen, Wochen, Auszeichnungen, Anmerkungen) | Anmerkungen |
| Jahr | Titel                           | US | Country | Anmerkungen |
| ---- | ------------------------------- | --- | --- | ----------- |
| 1966 | The Best of Sonny James         | US141 (4 Wo.)US | Country1 (34 Wo.)Country | Capitol     |
| 1969 | The Best of Sonny James, Vol. 2 | — | Country26 (10 Wo.)Country | Capitol     |
| 1969 | Sonny James Close Up            | US184 (3 Wo.)US | Country38 (4 Wo.)Country | Capitol     |
| 1971 | Biggest Hits                    | — | Country7 (16 Wo.)Country | Capitol     |
| 1972 | Traces                          | — | Country21 (12 Wo.)Country | Capitol     |
| 1973 | The Gentleman from the South    | — | Country41 (3 Wo.)Country | Capitol     |
| 1973 | Young Love                      | — | Country50 (2 Wo.)Country | Capitol     |

Weitere Veröffentlichungen
- 1973: Hit Sounds (Capitol)
- 1978: Greatest Hits (Columbia)
- 1986: Sonny James (Dot/MCA)
- 1989: American Originals (Columbia)
- 1990: Capitol Collector's Series (Capitol)
- 1991: The Best of Sonny James (Curb)

### Singles
| Jahr | Titel Album                                                                         | Höchstplatzierung, Gesamtwochen, AuszeichnungChartplatzierungen (Jahr, Titel, Album, Platzierungen, Wochen, Auszeichnungen, Anmerkungen) | Höchstplatzierung, Gesamtwochen, AuszeichnungChartplatzierungen (Jahr, Titel, Album, Platzierungen, Wochen, Auszeichnungen, Anmerkungen) | Höchstplatzierung, Gesamtwochen, AuszeichnungChartplatzierungen (Jahr, Titel, Album, Platzierungen, Wochen, Auszeichnungen, Anmerkungen) | Anmerkungen                         |
| Jahr | Titel Album                                                                         | UK | US | Country | Anmerkungen                         |
| ---- | ----------------------------------------------------------------------------------- | --- | --- | --- | ----------------------------------- |
| 1952 | That’s Me Without You                                                               | — | — | Country9 (… Wo.)Country |                                     |
| 1954 | She Done Give Her Heart to Me                                                       | — | — | Country14 (… Wo.)Country |                                     |
| 1956 | For Rent (One Empty Heart) The Best of Sonny James                                  | — | — | Country7 (… Wo.)Country |                                     |
| 1956 | Twenty Feet of Muddy Water The Minute You’re Gone                                   | — | — | Country11 (… Wo.)Country |                                     |
| 1956 | The Cat Came Back You’re the Only World I Know                                      | UK30 (1 Wo.)UK | — | Country12 (… Wo.)Country |                                     |
| 1956 | Young Love The Sonny Side                                                           | UK11 (7 Wo.)UK | US1 (… Wo.)US | Country1 (… Wo.)Country |                                     |
| 1956 | You’re the Reason I’m in Love                                                       | — | — | Country6 (… Wo.)Country | B-Seite von Young Love              |
| 1957 | First Date, First Kiss, First Love The Sonny Side                                   | — | US25 (… Wo.)US | Country9 (… Wo.)Country |                                     |
| 1957 | Lovesick Blues The Sonny Side                                                       | — | — | Country15 (… Wo.)Country |                                     |
| 1957 | Uh-Huh-mm The Sonny Side                                                            | — | US92 (… Wo.)US | Country8 (… Wo.)Country |                                     |
| 1958 | You Got That Touch                                                                  | — | US94 (2 Wo.)US | — |                                     |
| 1959 | Talk of the School                                                                  | — | US85 (5 Wo.)US | — |                                     |
| 1959 | I Forgot More Than You’ll Ever Know Sonny                                           | — | US80 (3 Wo.)US | — |                                     |
| 1960 | Jenny Lou                                                                           | — | US67 (6 Wo.)US | Country22 (6 Wo.)Country |                                     |
| 1961 | Apache                                                                              | — | US87 (2 Wo.)US | — |                                     |
| 1963 | The Minute You’re Gone                                                              | — | US95 (1 Wo.)US | Country9 (15 Wo.)Country |                                     |
| 1963 | Going Through the Motions (Of Living) The Minute You’re Gone                        | — | — | Country17 (9 Wo.)Country |                                     |
| 1964 | Baltimore You’re the Only World I Know                                              | — | US95 (… Wo.)US | Country6 (17 Wo.)Country |                                     |
| 1964 | Sugar Lump You’re the Only World I Know                                             | — | — | Country27 (6 Wo.)Country |                                     |
| 1964 | Ask Marie                                                                           | — | — | Country19 (13 Wo.)Country | B-Seite von Sugar Lump              |
| 1964 | You’re the Only World I Know                                                        | — | US91 (6 Wo.)US | Country1 (25 Wo.)Country |                                     |
| 1965 | I’ll Keep Holding On (Just to Your Love)                                            | — | — | Country2 (20 Wo.)Country |                                     |
| 1965 | Behind the Tear                                                                     | — | — | Country1 (22 Wo.)Country |                                     |
| 1965 | True Love’s a Blessing                                                              | — | — | Country3 (18 Wo.)Country |                                     |
| 1966 | Take Good Care of Her True Love’s a Blessing                                        | — | — | Country1 (20 Wo.)Country |                                     |
| 1966 | Room in Your Heart The Best of Sonny James                                          | — | — | Country2 (20 Wo.)Country |                                     |
| 1967 | Need You                                                                            | — | — | Country1 (18 Wo.)Country |                                     |
| 1967 | I’ll Never Find Another You                                                         | — | US97 (3 Wo.)US | Country1 (17 Wo.)Country |                                     |
| 1967 | It’s the Little Things Behind the Tear                                              | — | — | Country1 (… Wo.)Country |                                     |
| 1968 | A World of Our Own                                                                  | — | — | Country1 (17 Wo.)Country |                                     |
| 1968 | Heaven Says Hello                                                                   | — | — | Country1 (17 Wo.)Country |                                     |
| 1968 | Born to Be with You                                                                 | — | US81 (4 Wo.)US | Country1 (16 Wo.)Country |                                     |
| 1969 | Only the Lonely                                                                     | — | US92 (4 Wo.)US | Country1 (16 Wo.)Country |                                     |
| 1969 | Running Bear The Astrodome Presents in Person                                       | — | US94 (2 Wo.)US | Country1 (15 Wo.)Country |                                     |
| 1969 | Since I Met You Baby The Astrodome Presents in Person                               | — | US65 (7 Wo.)US | Country1 (15 Wo.)Country |                                     |
| 1969 | It’s Just a Matter of Time                                                          | — | US87 (4 Wo.)US | Country1 (14 Wo.)Country |                                     |
| 1970 | My Love My Love/Don’t Keep Me Hangin’ On                                            | — | — | Country1 (15 Wo.)Country |                                     |
| 1970 | Don’t Keep Me Hangin’ On My Love/Don’t Keep Me Hangin’ On                           | — | — | Country1 (15 Wo.)Country |                                     |
| 1970 | Endlessly Empty Arms                                                                | — | — | Country1 (16 Wo.)Country |                                     |
| 1971 | Empty Arms                                                                          | — | US93 (3 Wo.)US | Country1 (16 Wo.)Country |                                     |
| 1971 | Bright Lights, Big City The Sensational Sonny James                                 | — | US91 (3 Wo.)US | Country1 (13 Wo.)Country |                                     |
| 1971 | Here Comes Honey Again                                                              | — | — | Country1 (15 Wo.)Country |                                     |
| 1971 | Only Love Can Break a Heart Biggest Hits                                            | — | — | Country2 (16 Wo.)Country |                                     |
| 1972 | That’s Why I Love You Like I Do                                                     | — | — | Country1 (11 Wo.)Country |                                     |
| 1972 | When the Snow Is on the Roses                                                       | — | — | Country1 (15 Wo.)Country |                                     |
| 1972 | Traces                                                                              | — | — | Country30 (9 Wo.)Country |                                     |
| 1972 | White Silver Sands When the Snow Is on the Roses                                    | — | — | Country5 (14 Wo.)Country |                                     |
| 1972 | Downfall of Me That’s Why I Love You Like I Do                                      | — | — | Country32 (10 Wo.)Country |                                     |
| 1973 | Reach Out Your Hand and Touch Me Empty Arms                                         | — | — | Country61 (4 Wo.)Country |                                     |
| 1973 | If She Helps Me Get Over You                                                        | — | — | Country15 (11 Wo.)Country |                                     |
| 1973 | Heaven on Earth The Sensational Sonny James                                         | — | — | Country66 (5 Wo.)Country |                                     |
| 1973 | Surprise, Surprise Here Comes Honey Again                                           | — | — | Country49 (9 Wo.)Country |                                     |
| 1974 | Is It Wrong (For Loving You) Is It Wrong                                            | — | — | Country1 (15 Wo.)Country |                                     |
| 1974 | A Mi Esposa Con Amor (To My Wife with Love)                                         | — | — | Country4 (17 Wo.)Country |                                     |
| 1975 | A Little Bit South of Saskatoon A Little Bit South of Saskatoon/Little Band of Gold | — | — | Country6 (12 Wo.)Country |                                     |
| 1975 | Little Band of Gold A Little Bit South of Saskatoon/Little Band of Gold             | — | — | Country5 (15 Wo.)Country |                                     |
| 1975 | What in the World’s Come Over You Country Male Artist of the Decade                 | — | — | Country10 (15 Wo.)Country |                                     |
| 1975 | Eres Tu (Touch the Wind) The Guitars of Sonny James                                 | — | — | Country67 (8 Wo.)Country |                                     |
| 1976 | Prisoner’s Song 200 Years of Country Music                                          | — | — | Country14 (12 Wo.)Country |                                     |
| 1976 | When Something Is Wrong with My Baby                                                | — | — | Country6 (15 Wo.)Country |                                     |
| 1976 | Come On In Greatest Hits                                                            | — | — | Country8 (14 Wo.)Country |                                     |
| 1977 | You’re Free to Go                                                                   | — | — | Country9 (13 Wo.)Country |                                     |
| 1977 | In the Jailhouse Now In Prison In Person                                            | — | — | Country15 (11 Wo.)Country | mit His Tennessee State Prison Band |
| 1977 | Abilene In Prison In Person                                                         | — | — | Country24 (13 Wo.)Country | mit His Tennessee State Prison Band |
| 1978 | This Is the Love                                                                    | — | — | Country16 (12 Wo.)Country |                                     |
| 1978 | Caribbean This Is the Love                                                          | — | — | Country18 (12 Wo.)Country |                                     |
| 1978 | Building Memories Greatest Hits                                                     | — | — | Country30 (12 Wo.)Country |                                     |
| 1979 | Hold What You’ve Got Sunny Side Up                                                  | — | — | Country36 (9 Wo.)Country |                                     |
| 1979 | Lorelei Sunny Side Up                                                               | — | — | Country62 (6 Wo.)Country |                                     |
| 1981 | Innocent Lies I’m Looking Over the Rainbow                                          | — | — | Country19 (16 Wo.)Country | mit His Southern Gentleman          |
| 1982 | A Place in the Sun I’m Looking Over the Rainbow                                     | — | — | Country60 (7 Wo.)Country | mit His Southern Gentleman          |
| 1982 | I’m Looking Over the Rainbow                                                        | — | — | Country66 (7 Wo.)Country | mit Silver                          |
| 1982 | The Fool in Me I’m Looking Over the Rainbow                                         | — | — | Country33 (13 Wo.)Country | mit Silver                          |
| 1983 | Don’t Let the Stars Get in Your Eyes I’m Looking Over the Rainbow                   | — | — | Country58 (… Wo.)Country |                                     |

Weitere Veröffentlichungen
- 1952: Short Cut
- 1953: Somebody Else’s Heartache
- 1953: Poor Boy Rich Lovin‘
- 1953: My Greatest Thrill
- 1954: That’s How I Need You
- 1954: The People Next to Me
- 1954: I Forgot to Remember Santa Claus
- 1955: Lovin’ Season
- 1955: Ain’t Gonna Take No Chance
- 1955: Till the Last Leaf Shall Fall
- 1955: Let’s Go Bunny Huggin‘
- 1955: Pigtails and Ribbons
- 1957: A Mighty Lovable Man
- 1958: Kathleen
- 1958: Are You Mine
- 1958: Let Me Be the One to Love You
- 1959: Dream Big
- 1959: Pure Love
- 1959: Who’s Next in Line
- 1960: Wondering
- 1960: I Wish This Night Would Never End / Bimbo
- 1961: Innocent Angel
- 1962: (The Legend Of) Brown Mountain Light
- 1962: A Mile And A Quarter
- 1962: On the Longest Day
- 1966: Barefoot Santa Claus
- 1974: All the Way Together
- 1975: Maria Elena

### Gastbeiträge
| Jahr | Titel Album    | Höchstplatzierung, Gesamtwochen, AuszeichnungChartsChartplatzierungen (Jahr, Titel, Album, Platzierungen, Wochen, Auszeichnungen, Anmerkungen) | Anmerkungen                     |
| Jahr | Titel Album    | Country | Anmerkungen                     |
| ---- | -------------- | --- | ------------------------------- |
| 1985 | One Big Family | Country61 (… Wo.)Country | als Teil von Heart of Nashville |